# Paraguayos, República o Muerte
Paraguayos, República o Muerte (Paraguaios, República ou Morte) é o hino nacional do Paraguai. A letra foi escrita por Francisco Acuña de Figueroa (que também escreveu "Orientales, la Patria o la tumba", o hino nacional do Uruguai) sob presidência de Carlos Antonio López. O hino foi oficialmente terminado por Figueroa em 20 de maio de 1846.

## Letra do hino em espanhol
Primeira estrofe
A los pueblos de América infausto,
tres centurias un cetro oprimió.
Mas un día soberbia surgiendo,
¡basta!, dijo, y el cetro rompió.
Nuestros padres lidiando grandiosos
ilustraron su gloria marcial,
y trozada la augusta diadema
enalzaron el gorro triunfal.
Y trozada la augusta diadema
enalzaron el gorro triunfal.
Refrão 
Paraguayos, ¡República o Muerte!
Nuestro brío nos dio libertad;
ni opresores, ni siervos alientan,
donde reinan unión e igualdad.
ni opresores, ni siervos alientan,
donde reinan unión e igualdad.
¡Unión e igualdad!
¡Unión e igualdad!

## Letra em do hino em guarani
Primeira estrofe 
Tetãnguéra Amerikayguápe,
tetãma pytagua ojopy.
Sapy'ánte japáy ñapu'ãvo,
«ha'evéma», ja'e ha opa.
Ñande ru orairõ pu'akápe
verapy mara'ỹva oipyhy,
ha ojoka omondoho itasã,
poguypópe oiko ko tetã.
Ha ojoka omondoho itasã,
poguypópe oiko ko tetã.
Refrão 
Joyke'y Paraguái, iporãma,
anive máramo ñañesũ;
mbarete ha tĩndy ndaijavéiri
oĩhápe joja ha joayhu.
Hoja ha joayhu!
Hoja ha joayhu!

## Letra do hino traduzida
Primeira estrofe
Para o infeliz povo da América,
três séculos um cetro oprimido.
Mas um dia surge a arrogância,
Chega! ele disse, e o cetro quebrou.
Nossos pais estão lidando muito bem
ilustrou sua glória marcial,
e cortou o diadema de agosto
Eles levantaram o boné triunfante.
E cortaram o diadema de agosto
Eles levantaram o boné triunfante.
Refrão
Paraguaios, República ou Morte!
Nosso espírito nos deu liberdade;
Nem os opressores nem os servos encorajam,
onde reinam a união e a igualdade.
Nem os opressores nem os servos encorajam,
onde reinam a união e a igualdade.
União e igualdade!
União e igualdade!